# Lurdusaurus arenatus
Lurdusaurus är ett släkte av dinosaurier som levde under äldre krita. Dess fossila kvarlevor har hittats i det som idag är Niger. Typarten, Lurdusaurus arenatus, skapades av Taquet och Russell år 1999. Tidigare var djuret informellt känt som "Gravisaurus tenerensis". Så som många andra iguanodonter hade detta släkte en tumme som formats som ett horn.